# 김상률
김상률(1960년 ~ )은 대한민국의 영문학자이다. 박근혜 정부의 제3대 대통령비서실 교육문화수석비서관이다. 숙명여자대학교 교수 생활 중 대통령비서실에 임용되어 2년 동안 교육문화수석으로 일했다. 숙명여자대학교 교수 시절 대외협력처장을 맡았다. 현재 고독과외로움연구소 소장이다.

## 학력
- 대일고등학교
- 한양대학교 영어영문학 학사
- 한양대학교 대학원 석/박사
- 뉴욕 주립 버펄로 대학교(SUNY Buffalo) 대학원 박사
- 캘리포니아 주립 버클리 대학교(UC Berkeley) 플브라이트 연구교수

## 경력
- 2000년 3월: 숙명여자대학교 영문학부 교수
- 2003년 9월 ~ 2007.6: 숙명여자대학교 사회봉사실장
- 2004년 1월 ~ 2006년 12월한국아메리카 학회 총무이사
- 2007년 8월~2008년 7월: UC 버클리 대학교 영문과 플브라이트 연구교수
- 2010년 8월 : 숙명여자대학교 대외협력처장, 한국대학교육협의회 국제분과위원장
- 2011년 9월-2013년 8월: 유엔협회세계연맹(WFUNA) 상임고문
- 2011년 9월 : 한국대학국제교류협의회 회장, 전국대학교국제처장협의회 회장
- 2011년 9월 ~ 2012년 8월: 문체부 국립중앙도서관 전문위원
- 2011년 1월 ~ 2012년 12월: 교육부 캠퍼스 아시아 실사단장 및 외국인유학생 유치 인증 위원
- 2012년 1월 ~ 2014년 12월: 한국비평이론학회 부회장
- 2012년 12월 ~ 2014 12월 한국플브라이트 동문회 부회장
- 2014년 12월 ~ 2016년 6월 : 대통령비서실 교육문화수석비서관

## 저서
- 《차이를 넘어서》. 숙명여자대학교 출판부. 2005년. ISBN 8971821744
- 《에드워드 사이드 다시 읽기》 책세상. 2006년. ISBN 8970135693
- 《미국 흑인문학의 이해》. 한산문화사. 2007년.  ISBN 9788934806417
- 《폭력을 넘어서》. 숙명여자대학교 출판부. 2008년. ISBN 9788971822364
- 《오리엔탈리즘과 에드워드 사이드》. 갈무리. 2011년. ISBN 9788961950336